# Go on home British soldiers
Go on home British soldiers és una cançó rebel irlandesa de l'època del conflicte nord-irlandès. La lletra expressa el desig de la retirada de les forces militars britàniques que van operar a Irlanda del Nord entre el 1969 i el 2007. Es tracta d'unca cançó rebel favorable al republicanisme irlandès. La cançó va ser gravada, originalment, per la banta The Wolfe Tones, tot i que diversos artistes n'han fet versions al llarg dels anys.